# Candida albicans
Candida albicans je druh kvasinky, jenž někdy u lidí způsobuje ústní a genitální houbové infekce. Tato mykóza je zejména častou příčinou nemocí a úmrtí u osob se sníženou imunitou (vlivem AIDS, chemoterapie, transplantace orgánů).

## Patogenita
Candida albicans je typickým druhem střevní a ústní mikroflóry. Za normálních okolností u 80 % populace neškodí. Když se však nadmíru přemnoží, způsobuje kandidózu. Kandidóza je často diagnostikována osobám se sníženou imunitou. C. albicans se však může přemnožit i v krvi a v genitálním traktu. U dětí způsobuje rovněž nemoc zvanou moučnice či moučnivka. Při infekci se do těla dostává obvyklá jednobuněčná kvasinková forma. Ta se však vlivem prostředí může změnit v invazivní mnohobuněčnou vláknitou formu.

### Moučnivka
Moučnivka neboli orální kandidóza se může vyskytovat ve formě
- akutní jako tzv. soor (moučnivka) – bělavé povláčky na bukální sliznici, jazyku a patře s možností dalšího šíření na hltan a jícen;
- chronické.

Často se objevuje i u lidí se zubní náhradou, přičemž může docházet současně k postižení koutků. Moučnivka se objevuje i u novorozených dětí (asi tak desátý den po porodu). Přenáší se z těla matky, která byla postižena před porodem nevyléčenou vaginální mykózou. Riziko onemocnění moučnivkou se zvyšuje u předčasně narozených dětí, které mají nedostatečně rozvinutý imunitní systém.

## Genom
Zajímavou vlastností Candida albicans je nepravidelná délka a struktura jejích chromozomů. Příčinou je polymorfismus délky chromozomů, translokace některých částí, chybějící nebo naopak přebývající chromozomy (např. trizomie). Tyto změny chromatinu vedou k odchylkám v celkovém vzhledu, což je výhodnou evoluční strategií těchto patogenních hub (brání se tak proti imunitní odpovědi organismu).
Sekvenování genomu C. albicans významně změnilo způsob jejího současného výzkumu. Dále byly díky němu identifikovány nové taxony s odchylkami v genetickém kódu: Candida glabrata, C. dubliniensis, C. parapsilosis, C. guilliermondii, C. lusitaniae a C. tropicalis. Genom Candida albicans se rovněž srovnává s nepatogenními vřeckovýtrusnými houbami, čímž se zjišťuje, proč C. albicans přechází z komenzalického na parazitický způsob života.

## Dimorfismus
V procesu, který na první pohled připomíná fenotypický dimorfismus, C. albicans střídá fenotypy včetně změny vzhledu buněk. Výzkum části DNA zvané WO-1 ukázal, že existují dva fenotypy. První forma roste jako bílá hladká kolonie, druhá je šlahounovitá a vytváří ploché šedé kolonie. Rovněž část 3153A vytváří nejméně sedm různých typů, které se liší vzhledem. U obou se přepínání fenotypů děje vratně a poměrně zřídka. Fenotypy jsou z generace na generaci dědičné.
V části 3153A byl nalezen gen SIR2 (Silent Information Regulator), který je pravděpodobně zodpovědný za přepínání fenotypů. SIR2 byl původně nalezen u Saccharomyces cerevisiae (pivní kvasinka), u níž je zodpovědný za utlumování exprese okolních genů. U kvasinek (a pravděpodobně i u Candida albicans) se tyto geny nacházejí právě nedaleko genů, které jsou zodpovědné za rozmnožování.
Dalším rozhodujícím faktorem je molekula Efg1p, která se podílí na střídání fenotypů. Efg1p je aktivní pouze u bílého buněčného cyklu, nikoliv u šedého. Nadmíru vysoká exprese tohoto genu způsobuje rychlou změnu šedého fenotypu na bílý. Ještě není zcela jasno, zda se dimorfismus neděje jako reakce na změnu v prostředí.

## Houbová infekce
Při oslabení obranného systému se houbová infekce šíří do celého organizmu a napadá vnitřní orgány. V tomto stavu oslabení se z neškodné kvasinky stává agresivní a nebezpečná parazitická houba. V počáteční fázi se infekce skrývá pod maskou jiných onemocnění, která lékařská věda považuje za samostatné choroby. Příznaky mohou mít značně rozdílné formy a všechny zde není možno uvést.

## Léčba a prevence
Klasická medicína houbovou infekci léčí nystatinem, fluconazolem či itraconazolem. Pokud však pacient nezmění stravovací návyky (spočívající zejména v eliminaci jednoduchých cukrů) a nezlepší se fungování jeho imunitního systému, je námaha zbytečná a brzy dojde k recidivě nemoci.